# Großherzogliches Palais (Heidelberg)

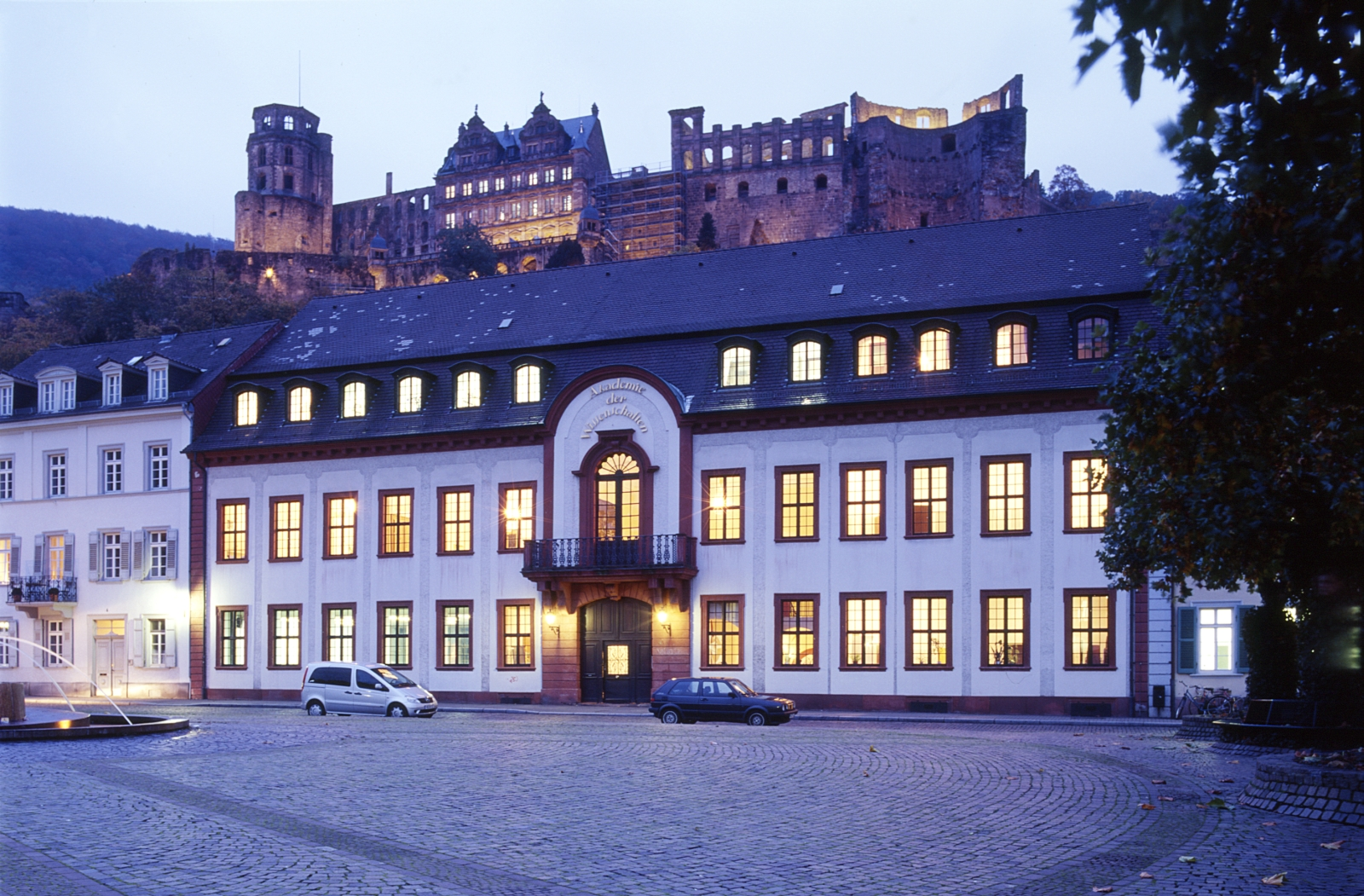
Das Großherzogliche Palais (vorne) mit dem Heidelberger Schloss im Hintergrund

Das Großherzogliche Palais ist ein 1717 errichtetes Gebäude und steht am Karlsplatz in Heidelberg. Der Palast ist heute Sitz der Heidelberger Akademie der Wissenschaften.

## Geschichte
Er wurde um 1717 vom Darmstädter Architekten Louis Remy de la Fosse für Philipp Karl von Hundheim († 1737) errichtet. Bereits 1718 verkaufte er den Rohbau an Adamo (Amandus) Ernst von der Sachs und seine Frau, geborene von Landsee weiter, die das Gebäude fertigstellten. Der zweite Mann der Frau von Landsee war Johann Ludwig Wallrad von Bettendorf. Auf ungeklärtem Weg kam das Gebäude in die Hand des Joseph Freiherr von Deuring, der es 1748 an den Landschreiber Ferdinand Josef Karl Theodor von Wrede, den Vater von Carl Philipp von Wrede verkaufte. Am 12. November 1768, nach Überprüfung der Rechtmäßigkeit des Eigentums von Wrede, kam das Gebäude in den Besitz des Kurfürsten Karl Theodor, der die Landschreiberei in dem barocken Gebäude unterbrachte. Ab 1805 diente es den Großherzogen von Baden als Palast, welche die Gebäudefront im Stil des Klassizismus modernisieren ließen. Seit 1909 ist das denkmalgeschützte Gebäude Sitz der Heidelberger Akademie der Wissenschaften.